# 周一萍
周一萍（1915年—1990年3月21日），原名周鸿慈，男，江苏无锡人，中华人民共和国政治人物，曾任中国人民解放军国防科学技术工业委员会副政治委员，中华诗词学会常务副会长。

## 家庭
二子周迈，曾任中国人民解放军空军装备部副部长。